# Collet de Gangonells
El Collet de Gangonells és una collada de 805 metres d'altitud del terme municipal de Riner, al Solsonès, a prop del límit amb el terme de Pinós.
Està situat a la part de ponent del terme, al sud-est del Miracle, a ponent de Santdiumenge i al sud-oest de l'Avellanosa. Es troba just al costat de migdia de la masia de la Carral, a prop i a llevant de la carretera LV-3002.